# Lummus Park (Miami)
Lummus Park è un parco cittadino di 2,4 ha nel quartiere di Downtown Miami (Miami, Florida).

## Geografia
Si trova sulla sponda orientale del Miami River ed è delimitato dalla NW 3th Street a nord, dove si trova un ingresso al parco, dalla NW 2nd Street a sud, dove si trova un secondo ingresso, dalla NW 3rd Avenue ad est, che lo separa dai piloni della Interstate 95.
In aggiunta ad un'ampia area verde, la zona orientale del parco ospita campi di basket e pallavolo, oltre a parchi giochi per i più piccoli e panchine coperte per i visitatori. Oltre i confini del parco, verso la NW 3rd Avenue, si possono ammirare i cavalli della polizia a cavallo della città di Miami.

## Storia
Lummus Park fu creato nel 1909 come uno dei primi parchi pubblici di Miami. L'apertura del parco favorì lo sviluppo dell'area, con gran parte degli edifici costruiti prima del 1926 per formare quello che è attualmente il Lummus Park Historic District, del quale occupa la parte meridionale.
Oltre ad essere delimitato dagli edifici del quartiere storico nel suo confine settentrionale, la sua zona occidentale ospita due edifici storici trasportati qui come primo esempio di conservazione storica di Miami: la William Wagner House, abitazione in legno del 1857 di uno dei pionieri di Miami, e una baracca in pietra di Fort Dallas, risalente al 1836.

## Galleria d'immagini

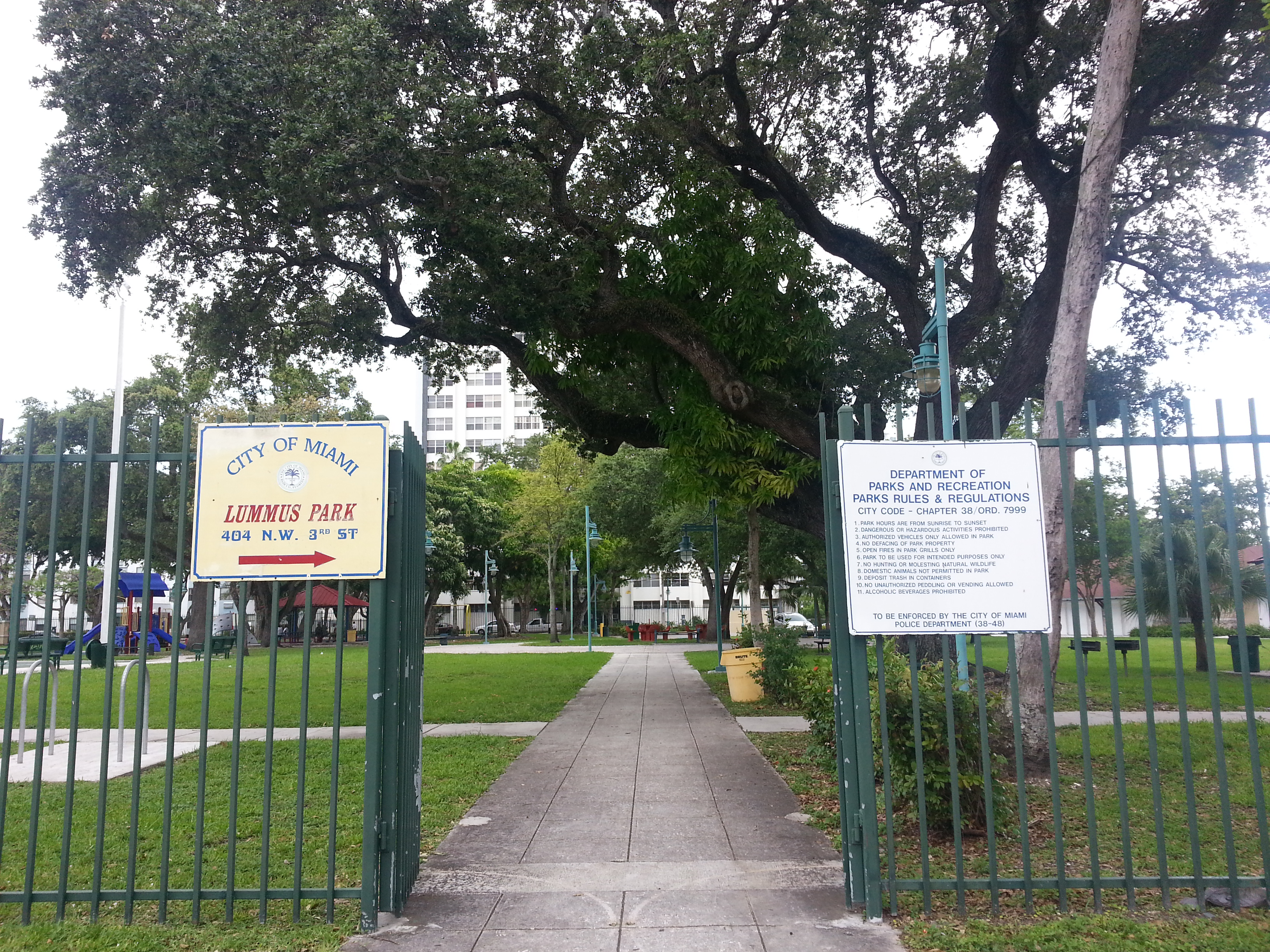
Ingresso sulla 3rd Street
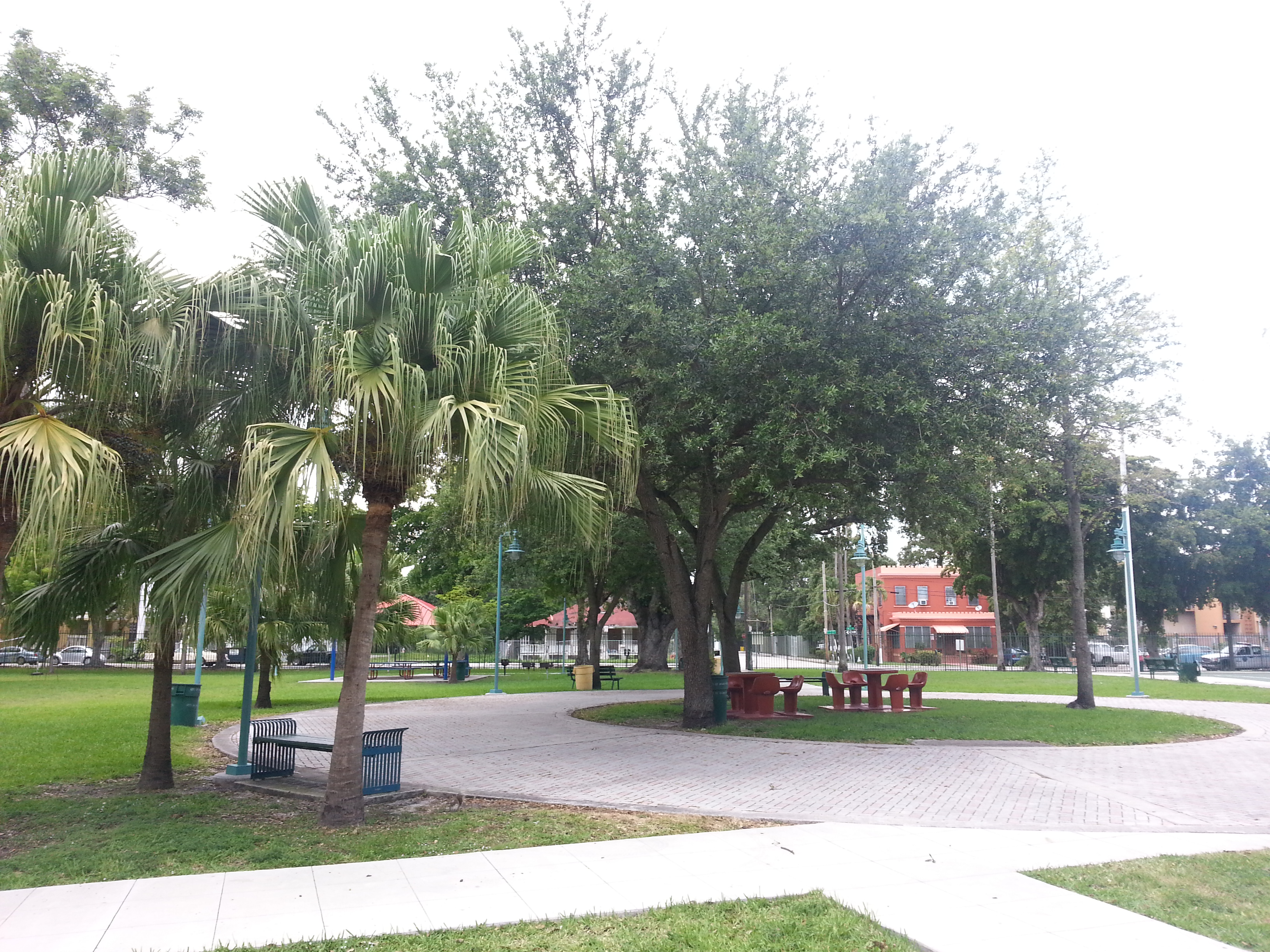
Zona centrale
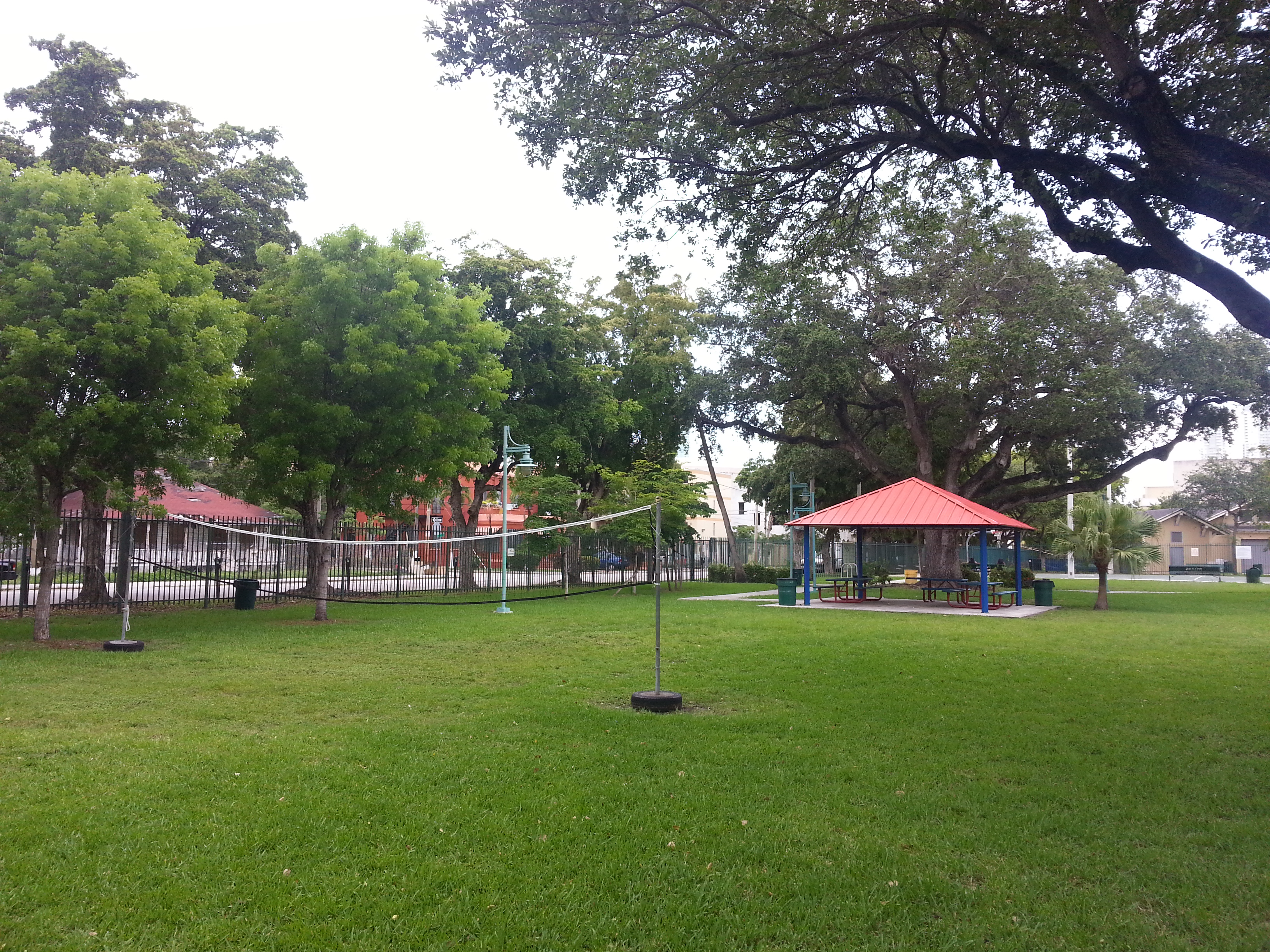
Campo di pallavolo e panchine
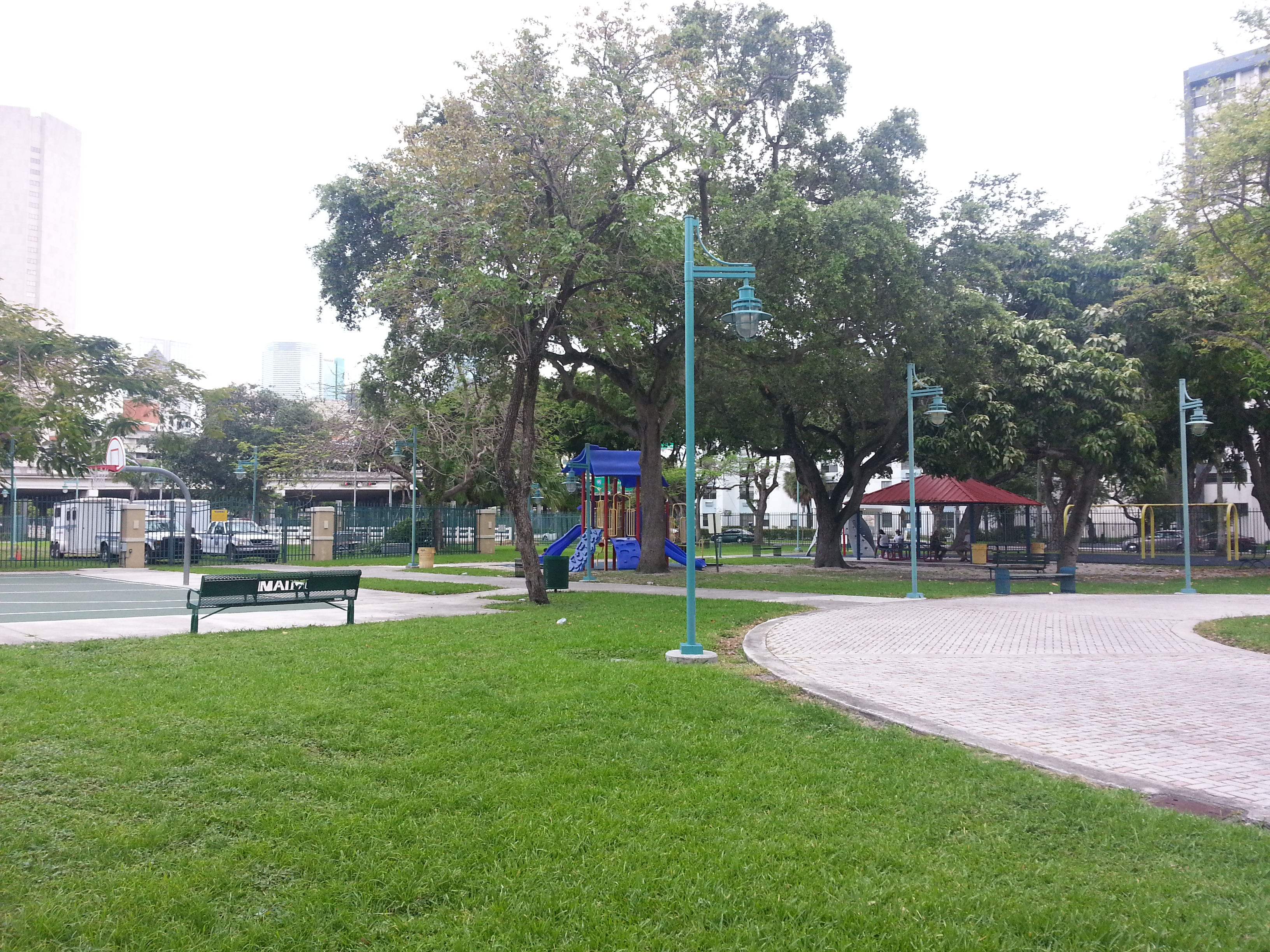
Campo di basket e parco giochi
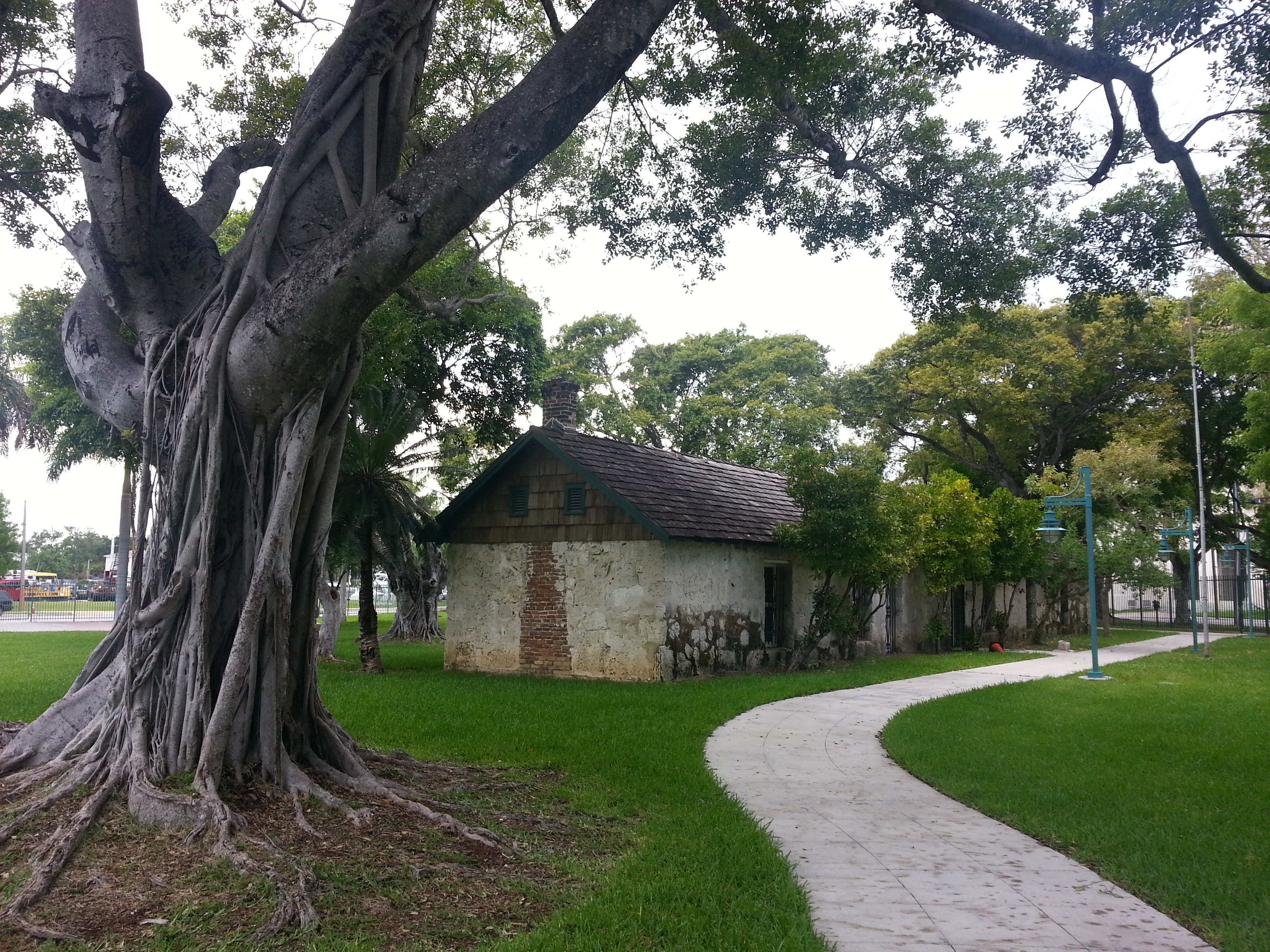
Baracca di Fort Dallas
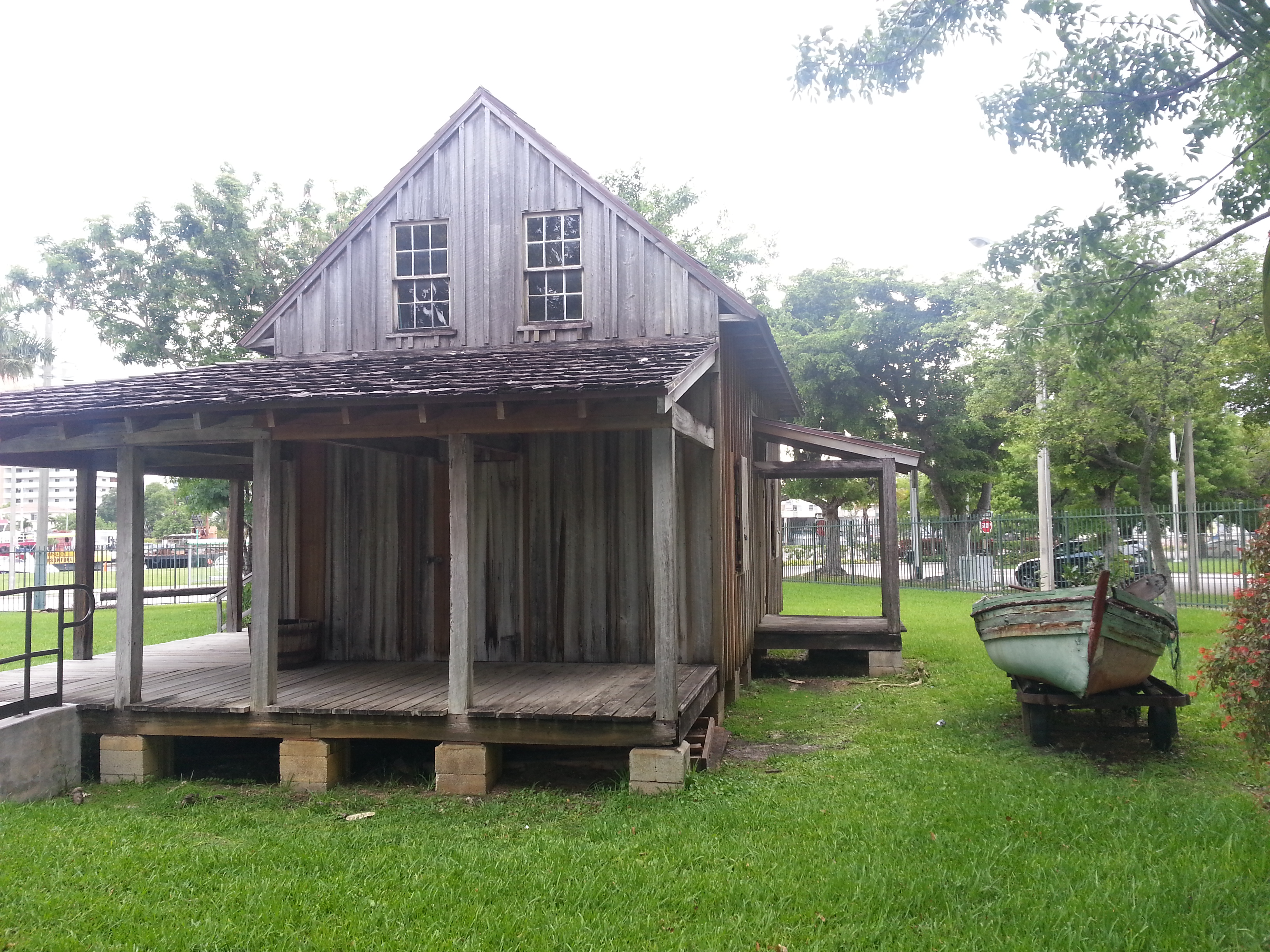
Casa Wagner